# Rhamnus schneideri
Rhamnus schneideri là một loài thực vật có hoa trong họ Táo. Loài này được H. Lév. & Vaniot miêu tả khoa học đầu tiên năm 1909.